# Benjamin Gille
Benjamin Gille (født 3. maj 1982 i Valence, Frankrig) er en fransk håndboldspiller, der til dagligt spiller i den franske klub Chambéry Savoie HB. Spillede i klubben Loiriol, da han var lille. Skiftede derefter til Chambéry Savoie HB. Han er lillebror til de kendte franske 'Gille-brødre' – Guillaume Gille og Bertrand Gille.

## Landshold
Benjamin Gille har spillet 32 U-landskampe og 3 A-landskampe. Han fik sin A-landsholdsdebut i 2009. 

## Privat
Han har en kæreste, og de har sammen 1 barn. 

## Familie
Hans kendte brødre, Guillaume Gille og Bertrand Gille spiller til daglig for den tyske klub, HSV Hamburg. Benjamin Gille har tidligere udtalt, at det kunne være fedt at de alle tre spillede på det franske landshold. Han er ikke så kendt, da hans to storebrødre har taget den del.